# Велика п'ятірка (оркестри США)
Велика п'ятірка (англ. Big Five) — традиційне в американській музичній критиці й журналістиці позначення п'яти провідних симфонічних оркестрів США. До неї входять:
- Нью-Йоркський філармонічний оркестр
- Бостонський симфонічний оркестр
- Чиказький симфонічний оркестр
- Філадельфійський оркестр
- Клівлендський оркестр

Уважається, що цей склад п'ятірки сформувався в середині 1960-х років: до цього оркестри Нью-Йорка, Бостона і Філадельфії мали значно більшу популярність, оскільки на північному заході США швидше розвивалися радіомовлення й індустрія звукозапису.
Починаючи з 1980-х рр. робилися неодноразові спроби заперечити або розширити склад «Великої п'ятірки», але інерція цього словосполучення залишається великою. Проте на думку відомого англійського музичного оглядача Нормана Лебрехта, оркестри «Великої п'ятірки» сьогодні — лідери зовсім не в галузі музики, а тільки в музичному бізнесі.